# アイオーン
アイオーン（古代ギリシャ語: αἰών, ラテン文字転写: aiōn、 ラテン語: aeonまたはæon、 英語: aeon又はeon）とは、古代ギリシア語である期間の時間を指し、時代や世紀、人の生涯というような意味である。ラテン語の Saeculum やサンスクリットの kalpa（कल्प; 漢訳では「劫波」）がこれに似た意味を持つ。
アイオーンは、紀元2世紀より5世紀頃にかけて、ローマ帝国内やその辺境地域で興隆した、グノーシス主義における高次の霊、あるいは超越的な圏界を示す意味で使用されたので、宗教学的・思想的にはこの意味でよく知られている。

## 古代ギリシア

### ギリシア哲学
アイオーンは「時代」や「ある期間」を意味し、占星術における魚座の時代、水瓶座の時代などの時代と通じるところがある。魔術やオカルトにおいては、「テレマ」の概念と関係する。世界の文化一般に、様々な時代があり、特徴のある時間の期間があるという概念は一般である。
一方、アイオーンを哲学的に思索して行くと、この現象世界における時間のありようがアイオーンであるとも考えられる。歴史もまたアイオーンで特徴付けられる。このような背景で、プラトンはアイオーンを「永遠」の意味で使ったことが知られる。

### ギリシア神話
ギリシア神話は自然現象を擬人化して神や精霊と見なしたが、抽象概念なども神と見なした。時間の神は、クロノスが有名であるが、季節や秩序の女神としてのホーラーもまた存在した。
アイオーンもまた神と見なされ、当初の意味はともかく、永遠・永劫を象徴する神ともされた。通常、「時間の神」として知られる。

## 神秘主義

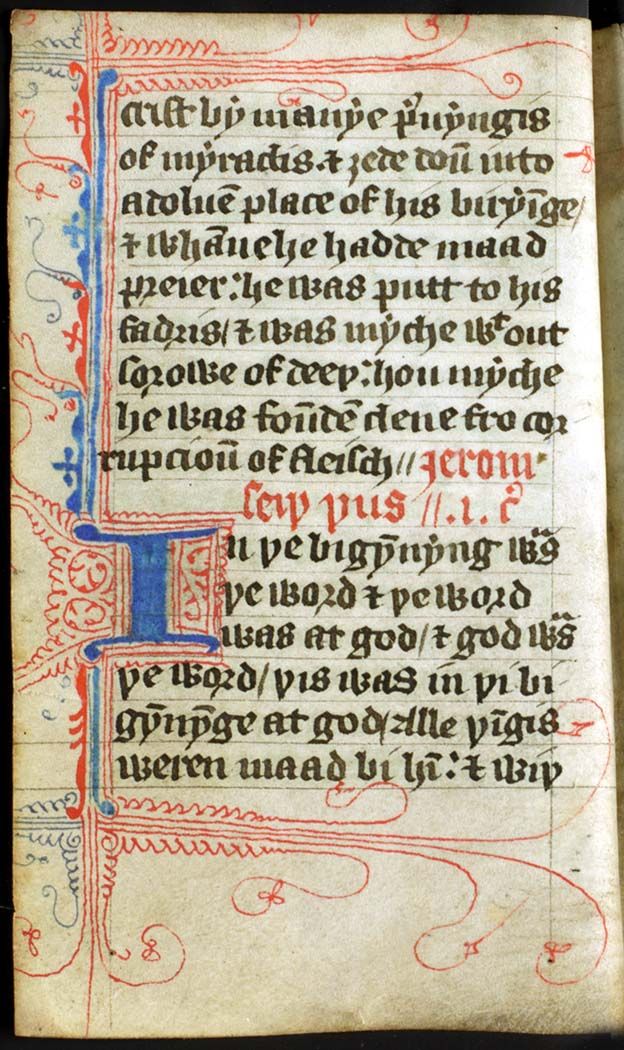
ヨハネ福音書 冒頭
Wycliffeの翻訳写本（14世紀）。中段より本文が始まり、中世英語で「 In þe bigynnyng was / þe word & þe word / was at god / & god was / þe word. 」と記されている。これはグノーシス主義と関連がある。

### グノーシス主義
1966年の「グノーシス主義の起源に関する国際学会」等の定義によれば、グノーシス主義は、以下の点をふまえた神話を創作することが一般であると考えられている。
1. 反宇宙的二元論: この世界は悪であり、この世界を創造した劣悪な神とは別に、善なる「至高者」が存在する。
2. 人間内部に存在する「神的火花」「本来的自己」への確信: 人間は、劣悪な造物主に創造されたが、人間の内部には至高者に由来する要素が閉じこめられている。
3. 人間に「本来的自己」を認識させる啓示者・救済者の存在: 以上のことを知らない人間に対して、至高者の下からそれを知らせる使いがやって来て、認識を促す。

この「至高者」の下には、至高者に由来する諸の神的存在があり、グノーシス主義の創作神話では、この神的存在を「アイオーン」と呼ぶ。
- キリスト教グノーシス主義

キリスト教グノーシス主義では、人間に「本来的自己」を認識させる啓示者・救済者とは、もちろん「イエス」であり、イエスは「父なる神」（＝至高者）の下から派遣され、旧約聖書の創造神（＝劣悪なる造物主）の束縛から人間を解放するため、「本来的自己の認識」を説く福音をもたらしたという神話を持つ（神話の詳細は、グノーシス各派により異なる。）。
キリスト教グノーシス主義は、異端であるとして、正統派・主流派教会から反駁されてきた。紀元2世紀のリヨン司教であったエイレナイオスや、3世紀のローマ司祭であったヒッポリュトスなど反駁書を記している。ヒッポリュトスは、グノーシス主義の教義や神話などが、ギリシア神話やプラトンの思想や、その他、諸々の素材を元に創作したものであるという説を唱え、「アイオーン」という用語もまた、ギリシア神話やプラトーンの著作から借用したものだと述べた。
このように、伝統的には、グノーシス主義は、諸宗教の要素が混淆したシンクレティズム宗教に過ぎないと考えられていたが、とくにナグ・ハマディ写本の発見により、非キリスト教グノーシス主義の存在が知られるようになり、現在では、グノーシス主義を、単なる混淆宗教、とりわけキリスト教にギリシア哲学や東方の諸宗教の要素を加えただけの異端説として論ずる学者は少ない。
以下に、グノーシス神話における諸の「アイオーン」について概説する。

#### プレーローマ

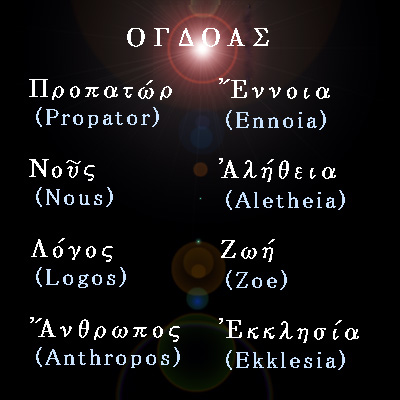
プレーローマ（オグドアス・アイオーン）

グノーシス主義におけるアイオーンは、高次の霊または霊的な階梯圏域で、アイオーンこそは「真の神」で、ユダヤ教やキリスト教などが信仰している神は、「偽の神」である。またアイオーンは複数が存在し、プレーローマと呼ばれる超永遠世界にあって、男性アイオーンと女性アイオーンが対になって「両性具有」状態を実現している。
紀元2世紀の大ウァレンティノスと呼ばれるグノーシスの思想家の高弟であるプトレマイオスの説では、プレーローマには、男女を一対として、四対、合計八体の至高アイオーンが存在するとされる。それらは、オグドアス（8個の集まり）とも呼ばれ、次のようなアイオーンで構成される。
- プロパトール　－　伴侶：エンノイア（思考）
- ヌース　－伴侶：アレーテイア（真理）
- ロゴス　－　伴侶：ゾーエー（生命）
- アントローポス　－　伴侶：エクレシア（教会）

伴侶は女性アイオーンである。アイオーンの筆頭に来るのは「プロパトール」であるが、この名は「先在の父」とも訳され、超越性の更に超越性にあるとされる。プロパトールとは何かは、人間は無論のこと至高アイオーンであるオグドアスのアイオーンもまた、それを知ることはなかったとされる。プロパトールは、ビュトス（深淵）の名でも呼ばれる。またオグドアスはプレーローマの中心であるが、そのなかにあって更に上位の四アイオーンは、テトラクテュス（4個の集まり）と称する。
グノーシス主義では、新プラトン主義のプロティノスの考えを取り入れ、流出説を提唱した。ウァレンティノス派では、原初、先在の父（プロパトール）が唯一存在し、プロパトールは流出によって諸アイオーンを創造したとされる。

#### ソピアー神話
グノーシス主義においてはまた、アイオーン・ソピアーの失墜とその回復、分身の地上への落下の物語が記されている。グノーシス文献『この世の起源について』などにおいては、この世界がいかにしてデーミウルゴスによって創造され、人間の悲惨の運命が始まったのかを神話の形において説話している。
アイオーン・ソピアーはプレーローマにおける最低次のアイオーンであったが、知られざる先在の父（プロパトール）を理解したいと云う欲望に取り付かれた。彼女はこの欲望の故にプレーローマより落下し、分身アカモートを生み出し、アカモートは造物主デーミウルゴスを生み出した。デーミウルゴスはかくて、この世と人間を創造するのである。
ソピアーの娘・バルベーローはグノーシス主義バルベーロー派において地上の人間を救うとされているが、キリスト教では悪魔とされている。
ソピアーの救済、従って人類の救済と関連して、イエス・キリストもグノーシス神話においてはアイオーンと考えられた。

### ユングの元型象徴
分析心理学の創始者であるスイスの精神医学者カール・グスタフ・ユングは、グノーシス主義の研究者でもあったが、人間の完全性を、プラトーンと同様に、精神的な両性具有性の実現にあるとした。また、4が神聖数であることを見出したのであり、オグドアスは、両性具有の実現と、四対のアイオーンの構成する超宇宙として、元型における完全性象徴の具象化と考えた。

## 自然科学

### 地質学
地質学では、アイオーン（ラテン語 aeon、英語 eon、現代ギリシア語 αιών）は、地球誕生以来の46億年の地質時代を大きく4つに分けた各々で、数億年から十数億年の長さである。日本語ではこの意味の場合に限り、累代と訳される。

### 時間の単位
時間の単位としては、eon は10億年と定義される。単位記号はAE。たとえば、地球の年齢は 4.6 AE となる。
宇宙物理学者のジョージ・ガモフが、1968年、科学雑誌 Nature 219, 765 にて提案した。

## アイオーンの像

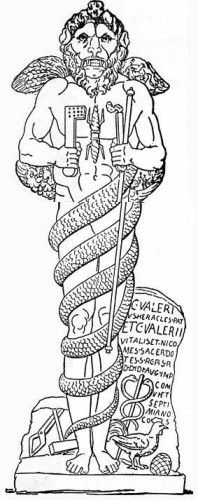
ミトラス密儀の獅子頭像

考古学の発掘等により、ローマ帝政期時代において、頭部が獅子で、人間（男性）の身体を持ち、蛇を全身に巻き付けた神と思える像が発見された。この像は、「アイオーン神の像」と考えられたが、ギリシア神話におけるアイオーンの神の像とも、グノーシス主義におけるアイオーンの擬人化神像とも考えられた。
また近年有力なのは、これはミトラス教の「時間の主神」であるペルシア起源のズルワーンの像であるという説もある。ズルワーンはゾロアスター教の神であり（ただし、ズルワーンを主神として崇拝する派は、正統ではないとされる。ズルワーン主義とも呼ばれる）、ミトラス教でも重要な位置を持っていた。アイオーンの像が何であるのか、正確には判明していない。

## 参考書籍
- ハンス・ヨナス 『グノーシスの宗教』　人文書院　1986年
- 荒井献 『新約聖書とグノーシス主義』　岩波書店　1986年
- クルト・ルドルフ 『グノーシス』　岩波書店　2001年